# Noemi Batki
Noemi Batki (Budapest, 12 de octubre de 1987) es una deportista italiana de origen húngaro que compite en saltos de plataforma.
Ganó nueve medallas en el Campeonato Europeo de Natación entre los años 2008 y 2019.
Participó en cuatro Juegos Olímpicos de Verano, entre los años 2008 y 2020, ocupando el sexto lugar en Pekín 2008 (plataforma sincronizada) y el octavo en Londres 2012 (plataforma individual).

## Palmarés internacional
| Campeonato Europeo | Campeonato Europeo       | Campeonato Europeo | Campeonato Europeo           |
| Año                | Lugar                    | Medalla            | Prueba                       |
| ------------------ | ------------------------ | ------------------ | ---------------------------- |
| 2008               | Eindhoven (Países Bajos) | Medalla de bronce  | Plataforma 10 m sincro       |
| 2010               | Budapest (Hungría)       | Medalla de plata   | Plataforma 10 m sincro       |
| 2011               | Turín (Italia)           | Medalla de oro     | Plataforma 10 m              |
| 2012               | Eindhoven (Países Bajos) | Medalla de plata   | Plataforma 10 m              |
| 2014               | Berlín (Alemania)        | Medalla de plata   | Plataforma 10 m              |
| 2015               | Rostock (Alemania)       | Medalla de bronce  | Plataforma 10 m              |
| 2017               | Kiev (Ucrania)           | Medalla de bronce  | Plataforma 10 m sincro mixto |
| 2018               | Glasgow (Reino Unido)    | Medalla de plata   | Plataforma 10 m              |
| 2019               | Kiev (Ucrania)           | Medalla de oro     | Plataforma 10 m sincro       |